# Wojciech Chrzanowski
Wojciech Chrzanowski (1793-1861) fue un general polaco, que también destacó por su faceta como escritor.
En el haber de su carrera militar figura haber participado en la campaña rusa de Napoleón Bonaparte, así como en otras importantes batallas como las de Leipzig, París o Waterloo. Tras la caída de Napeoleón pasó a servir al ejército nacional de Polonia, donde participó, bajo la dirección de Hans Karl von Diebitsch, en algunos conflictos de Turquía entre 1828 y 1829.
Más tarde daría un salto a la política, pasando a ser Gobernador de la ciudad de Varsovia. Sin embargo, su conducta respecto a Rusia le granjeó una mala reputación. No obstante, Carlos Alberto de Cerdeña le eligió como general para dirigir a las tropas del Reino de Cerdeña en la Batalla de Novara.
La dolorosa derrota en dicha batalla hizo que tanto él como Girolamo Ramorino fueran acusados de traición, y este último de hecho fue ejecutado. Chrzanowski, por su parte, pasó los últimos años de su vida en Luisiana, aunque murió en París.

## Publicaciones
- Chesney, Russo-Turkish Campaigns of 1828-29)

- Datos: Q699506
- Multimedia: Wojciech Chrzanowski / Q699506